# Asterix Avo Beveren
Asterix Avo Beveren is een Belgische volleybalclub uit Beveren die uitkomt in de eredivisie van de damescompetitie.

## Geschiedenis
De fusieclub startte in het seizoen 2016-2017 uit het samengaan van het reeds lang in Liga A spelende Asterix Kieldrecht en AVO Melsele. Asterix Avo heeft 22 ploegen in competitie. Voor trainingen en wedstrijden wordt gebruikgemaakt van de locaties Kriekeputte in Kieldrecht, ’t Wit Zand in Melsele en de grotere hal Topsporthal in Beveren centrum.

## Palmares
- Liga A

winnaar (6×): 2017, 2018, 2019, 2021, 2023 en 2024
- Beker van België

winnaar (6×): 2017, 2018, 2021, 2023, 2024 en 2025
- BeNe Cup

winnaar (1×): 2024

## Bekende (ex-)speelsters
- Jasmien Biebauw
- Paula Boonstra
- Lieke Clerkx
- Sarah Cools
- Hanne Coppens
- Charlotte Coppin
- Kaat Cos
- Noor Debouck
- Bente Deckers
- Alixe Degelin
- Yana De Leeuw
- Nikita De Paepe
- Amber De Tant
- Janne Devos
- Justine D'Hondt
- Helena Gilson
- Jodie Guilliams
- Britt Herbots
- Linde Hervent
- Joke Hoeyberghs
- Marlies Janssens
- Anna Koulberg
- Charlotte Krenicky
- Nathalie Lemmens
- Nova Marring
- Pauline Martin
- Romane Neufkens
- Martina Noseková
- Laura Overwater
- Britt Rampelberg
- Britt Ruysschaert
- Sarah Smits
- Manon Stragier
- Jana Thierens
- Anna Valkenborg
- Silke Van Avermaet
- Nicolien Van Bellen
- Stephanie Van Bree
- Caitlin Van de Perre
- Jutta Van de Vyver
- Lien Van Geertruyden
- Celine Van Gestel
- Margo Voets
- Anke Waelkens
- Yana Wouters